# Władysław Urbański
Władysław Henryk Urbański z Urbanic herbu Nieczuja (ur. ok. 1815, zm. 3 stycznia 1879 w Dąbrówce Polskiej) – polski ziemianin.

## Życiorys

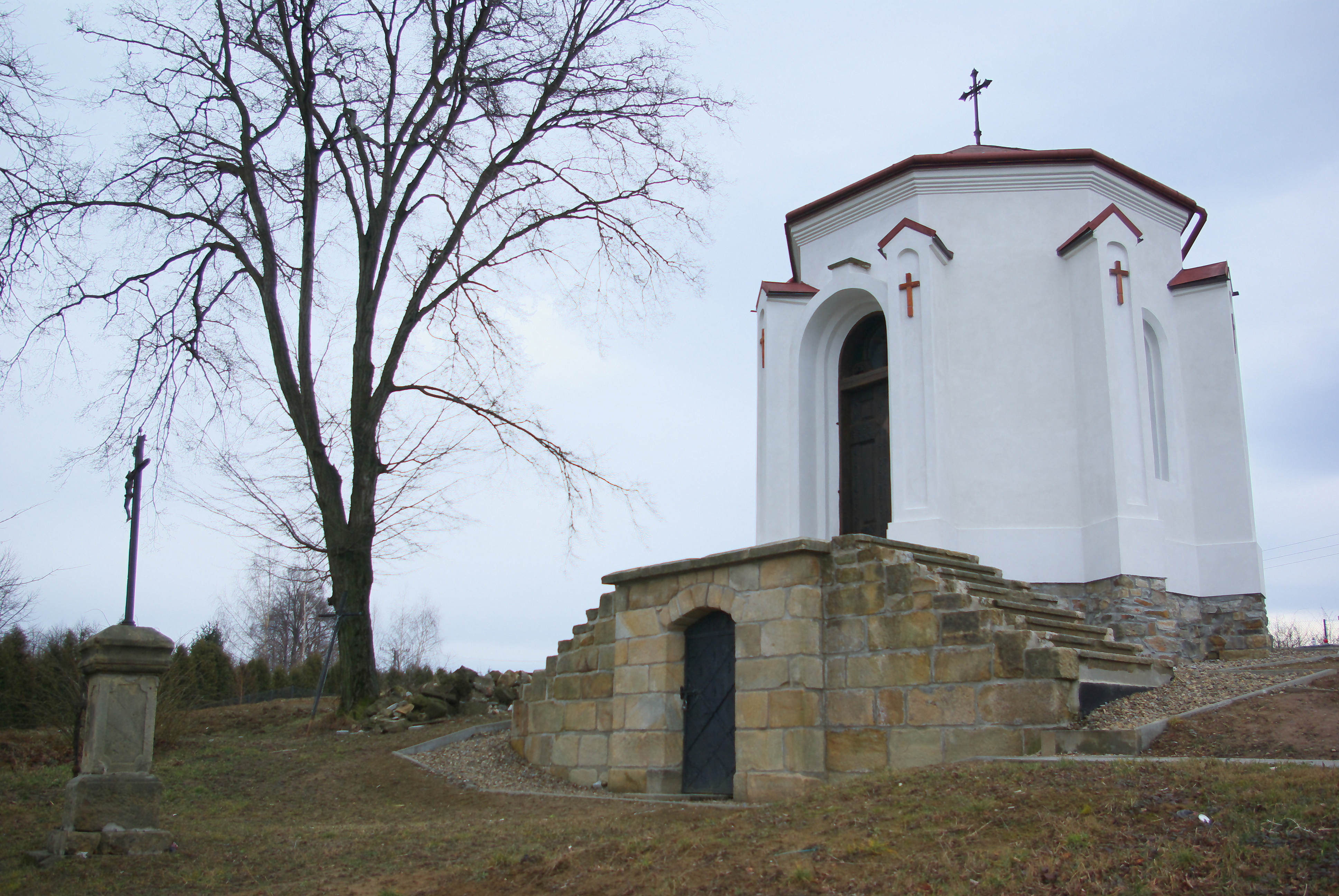
Rodzinna kaplica grobowa w Sanoku-Dąbrówce

Władysław Henryk Urbański urodził się około 1815. W połowie XIX wieku był właścicielem tabularnym majątku Kostarowce.
Był wybierany do Rady c. k. powiatu sanockiego jako reprezentant grupy większych posiadłości: w 1867 (pełnił funkcję zastępcy członka wydziału), w 1870 (ponownie został zastępcą członka wydziału).
Zmarł 3 stycznia 1879 w Dąbrówce Polskiej. Został pochowany w rodzinnej kaplicy grobowej w Sanoku-Dąbrówce 5 stycznia 1879 w pogrzebie pod przewodnictwem proboszcza z Sanoka, ks. Franciszka Salezego Czaszyńskiego (obecne położenie w sanockiej dzielnicy, Dąbrówce). Był żonaty z Walentyną z domu Tchorznicką (córka Jana Tchorznickiego). Oboje mieli córki: Aleksandrę Albinę (ur. 1847), Teodorę Wandę (1848-1857), Mariannę Walentynę (ur. 1849).